# قبس بترسوني
قبس بترسوني (الاسم العلمي:Phlox pattersonii) هو نوع من النباتات يتبع جنس القبس من الفصيلة البولامونيونية.